# Grohe
Grohe AG je největším evropským výrobcem sanitární techniky, včetně kuchyňských a koupelnových vodovodních baterií a sprchových systémů. Obrat společnosti v roce 2013 ve výši 1 450 milionů EUR  odpovídá v tomto segmentu celosvětovému tržnímu podílu ve výši zhruba 8 %. Centrála společnosti Grohe se nachází v německém Düsseldorfu, a má pobočky v mnoha částech světa, včetně České republiky se sídlem v Praze. 
Grohe má šest výrobních závodů: 3 v Německu (Hemer, Lahr, Porta Westfalica), 1 v Portugalsku (Albergaria-a-Velha), 1 v Thajsku (Rayong Province) a 1 v Kanadě (Mississauga). Společnost zaměstnává celkem 9300 lidí, včetně 3500 zaměstnanců, kteří pracují pro její čínskou dceřinou společnost Joyou.

## Historie
Významná data z historie společnosti:
- 1936 – Friedrich Grohe (1904–1983) přebírá společnost Berkenhoff & Paschedag v Hemeru (Německo), která byla založena již v roce 1911 jako železárna. Krátce po převzetí provedl rozsáhlou modernizaci a zaměřil se na výrobu vodovodních baterií.
- 1948 – Společnost je přejmenována na Friedrich Grohe Armaturenfabrik.
- 1961 – Grohe zakládá svou první zahraniční dceřinou společnost ve Francii.
- 1968 – International Telephone & Telegraph (ITT) se stává majoritním akcionářem.
- 1975 – Společnost zakládá dceřinou společnost ve Spojených státech.
- 1984 – Po smrti zakladatele společnosti v roce 1983 kupují dědici většinový podíl od ITT zpět.
- 1991 – Grohe kupuje další dva výrobce vodovodních baterií: Herzberger Armaturen GmbH z Braniborska a Armaturenfabrik HD Eichelberg & Co GmbH v Iserlohnu ve Vestfálsku. Společnost je také restrukturalizovaná na akciovou společnost.
- 1994 – Grohe přebírá německou skupinu DAL / Rost (Porta Westfalica, Westphalia) a kanadskou společnost Tempress Ltd (Mississauga, Ontario)
- 1999 – Rodiny Grohe a Rost prodávají své podíly investiční společnosti BC Partners a vzniká Grohe Holding GmbH.
- 2000 – Ukončené veřejné obchodování s akciemi Friedrich Grohe a transformace na soukromý subjekt - Friedrich Grohe AG & Co KG.
- 2004 – BC Partners prodává společnost konsorciu investorů z Texas Pacific Group a CSFB Private Equity (dceřiná společnost švýcarské bankovní skupiny Credit Suisse).
- 2006 – Vzniká GROHE ČR, s. r. o. jako oficiální zastoupení pro Českou republiku a Slovensko.[5]
- 2011 – Grohe získává většinový podíl ve společnosti JoYou - předního čínského výrobce sanitárních armatur.[6]
- 2013 – Japonská společnost Lixil Corporation (výrobce stavebních materiálů) a Development Bank of Japan získávají za 3 miliardy EUR 87,5% podíl ve společnosti GROHE Group. Jedná se o historicky nejvyšší investici, jakou kdy německá společnost získala od japonské společnosti. Se společným ročním obratem 4 mld. EUR se tak GROHE a LIXIL stává největším hráčem na trhu ve svém oboru.[7]
- 2014 – Skupiny GROHE a LIXIL získaly 51 % holdingu GROHE DAWN Watertech Holdings Pty Ltd. Odhad akvizice činí zhruba 62 miliónů eur. Tato transakce činí z korporace LIXIL jednoho z hlavních dodavatelů sanitárních instalací v Jižní Africe.[8]
- 2015 – Vznik skupiny LIXIL Water Technology Group. (LWTG) Výkonným ředitelem této skupiny se stane David J. Haines. LWTG bude distribuovat výrobky čtyř značek (GROHE, American Standard Brands, JOYOU a LIXIL/INAX) ve čtyřech světových regionech (Amerika, region EMEA, Asie a Japonsko).[9]

## Kontroverze
V červnu 2010 byla společnost mezi 17 výrobci koupelnového příslušenství, které pokutovala Evropská komise za porušování pravidel hospodářské soutěže, konkrétně za cenový kartel v období 1992–2004.
Z celkové uložené kolektivní pokuty 622 milionů eur byl podíl Grohe ve výši 54,8 milionů eur. Společnost poté uvedla, že současné vedení zavedlo kodex podnikového řízení, pravidelná školení zaměřená na hospodářskou soutěž a politiku nulové tolerance vůči pevnému stanovování cen.